# Băno Axionov
Băno Axionov (Minsk, 2 aprile 1946) è un attore, regista, conduttore televisivo, sceneggiatore e docente moldavo.
Băno Axionov (in russo: Бэно Максович Аксёнов; Minsk, 2 aprile 1946) è un attore, regista, conduttore televisivo, sceneggiatore e docente moldavo, noto per il suo lavoro al Teatro Drammatico Russo A. P. Čechov di Chișinău e per le sue regie innovative in Moldavia, Romania, Germania, Belgio e Ucraina. Ha interpretato circa 200 ruoli teatrali e diretto oltre 60 spettacoli, ricevendo il titolo di Artista onorato della Moldavia nel 1991 e vincendo premi in festival teatrali internazionali, sovietici e moldavi. Nel 2006 è stata pubblicata in Moldavia la monografia di Valentina Skliarova Teatro Băno Axionov.

## Biografia
Băno Axionov nacque il 2 aprile 1946 a Minsk, in Bielorussia, in una famiglia di musicisti. Suo padre, Max Fishman, era un compositore e pianista, mentre sua madre, Lidia Axionova, era una direttrice d'orchestra e docente. All'età di cinque anni si trasferì a Chișinău, in Moldavia, dove frequentò scuole pubbliche. Tra il 1963 e il 1966 fu campione moldavo di corsa a ostacoli (200 e 400 metri).
Studiò recitazione presso l'Istituto delle Arti di Chișinău (1969) e successivamente all'Università di Teatro, Musica e Cinematografia di Leningrado, sotto la guida di Nadežda Aroneckaja. Completò la sua formazione a Mosca con Marija Knebel' (allieva di Konstantin Stanislavskij e Michail Čechov) e Pavel Chomskij. Dal 1973 al 2006 lavorò come attore e regista presso il Teatro Drammatico Russo Statale A. P. Čechov di Chișinău. Dal 1969 diresse spettacoli in vari teatri, come il Teatro "Luceafărul", la Filarmonica Statale, la Casa degli Attori di Chișinău, il Teatro Po Deribasovskaya di Odessa e nella Sala dell'Organo di Chișinău.
Axionov era noto per il suo approccio innovativo e per la sfida alle convenzioni del realismo socialista. Nel 1983, durante un'assemblea del Teatro Drammatico Russo di Chișinău convocata per condannare l'accademico Andrej Sacharov, Axionov prese pubblicamente le sue difese, un gesto che portò a sanzioni: la cancellazione della première del suo spettacolo Un castello in Svezia di Françoise Sagan, l'esclusione da premi teatrali e un'indagine amministrativa. Queste misure cessarono dopo la morte del Segretario Generale del PCUS Jurij Andropov, ex capo del KGB, che iniziò a introdurre nel paese metodi di gestione stalinisti.
Nel 1992, quando un direttore non professionista fu nominato al Teatro Drammatico Russo A. P. Čechov con l'intento di privatizzare parte dell'edificio, Axionov, in qualità di presidente del comitato sindacale del teatro, si rifiutò di firmare il documento di privatizzazione, salvando il collettivo da una possibile perdita della sede. Tuttavia, la sua opposizione ebbe conseguenze: i suoi spettacoli, molto popolari e redditizi, furono rimossi dal repertorio, gli fu negata la possibilità di allestire nuove produzioni, e il suo spettacolo quasi completato Madame Bovary di Gustave Flaubert fu posticipato a tempo indeterminato. Il Ministero della Cultura moldavo sconsigliò ai teatri della repubblica di collaborare con lui e gli furono create difficoltà per viaggiare all'estero per nuovi progetti.
Fu costretto a lasciare la Moldavia e dal 2007 vive a Karlsruhe, in Germania, dove dirige progetti teatrali, insegna recitazione e tiene conferenze sull'arte in Moldavia, Romania, Ucraina, Russia e Bielorussia.

## Carriera

### Teatro
Axionov ha interpretato circa 200 ruoli, prevalentemente protagonisti, tra cui:
- Fadinard in Un cappello di paglia di Firenze di Eugène Labiche.
- Lomov in «Proposta di matrimonio» di Anton Čechov.
- Isaac Mendoza in «La duenna» di Richard Sheridan.
- Diacono Gykin in «Strega» di Anton Čechov.
- Sganarello in Sganarello o il cornuto immaginario di Molière.
- Obroshenov in «Jokers» di Aleksandr Ostrovski.
- Chafe in «Cavalla rossa con campanello» di Ion Druta.
- Spirake in «Valzer del Titanic» di Tudor Mușatescu.
- Menachem Mendel in «Preghiera in memoria» di Grigory Gorin, basato su Sholem Aleichem.
- Amigo in «Rischio» di Eduardo De Filippo.
- Celestino in «Carriera di Celestina Viola» di Aldo Nicolaj.
- Vari ruoli (Zanni, Madre, Tassista, Direttore d'orchestra, Amico di famiglia, Medico, Poliziotto, Capitano di mare) nel musical «Idillio coniugale» di Sharina e Giovanni.[11]

Come regista, ha diretto spettacoli come:
- «Il re Matiush Primo» di Janusz Korczak.
- «Il matrimonio forzato» di Molière.
- I masnadieri di Friedrich Schiller.
- La voce umana di Jean Cocteau.
- «Libro di canzoni» di Heinrich Heine.
- «Vita e canzoni» di Rainer Maria Rilke.
- «Signore e signori» di Anton Čechov.[12]
- «Il suicida» di Nikolaj Ėrdman.
- Angelo, tiranno di Padova di Victor Hugo.[13][14]
- «I complici» di Johann Wolfgang von Goethe.[15][16]
- La fiaba dello zar Saltan di Aleksandr Pushkin.
- «Il gatto con gli stivali» di Charles Perrault.[17]
- Le memorie di un pazzo di Nikolaj Gogol'.[18][19][20]
- «La moglie di un altro e l’uomo sotto il letto» di Fëdor Dostoevskij.[21][22][23]

### Cinema
Tra i suoi ruoli cinematografici si annoverano:
- 1964: Bill in «Robin Hood», regia di L. A. Pechorina, Tsentrnauchfilm.
- 1976: Frequentatore di saloon in «Mark Twain contro…», regia di M. Grigórev, Moldova-Film.[24]
- 1979: Giornalista in «E verrà il giorno...» (2ª serie), regia di M. Israelév, Moldova-Film.[25]
- 1993: Grijenaru in «Tren a California», regia di I. Talpa, «Favorit», «Eolis-Film».
- 1995: Tatarin in "Bassifondi", basato su Maksim Gor'kij, regia di V. Tsapesh, (6 episodi), "Telefilm".
- 1999: Pavlik in «Il ritorno del Titanic», regia di I. Talpa, (2 episodi), «Cinema Space».
- 2000: Elettricista in "Antologia di barzellette", regia di Y. Muzyka, "Moldova".
- 2019: Nonno in «Chi è il prossimo?», regia di B. Axionov, «Germersheim Film Studio».[26][27][28]

### Radio e televisione
Negli anni '60 recitò poesie di autori italiani, spagnoli, francesi, tedeschi e inglesi tradotte in russo in programmi radiofonici. Negli anni '80 fu presentatore dei programmi satirici moldavi «Ariciul» e «Magazinul Ariciul» (regia di A. Suprun, L. Milnichenko). Partecipò come attore e regista al «Teatro di Miniature» televisivo e interpretò il buffone in «Indovina chi» (Угадайка), un ciclo di programmi per bambini (regia di L. Zoti).

## Vita privata
- Padre: Max Fishman (1915–1985), compositore, pianista e pedagogo.[29]
- Madre: Lidia Axionova (1923–2019), direttrice d'orchestra, prima docente di direzione corale in Moldavia.[30]
- Moglie: Svetlana Dmitrenco (n. 1951), dottoressa in sociologia, ricercatore senior presso l'Istituto di Filosofia, Sociologia e Diritto dell'Accademia delle Scienze della Moldavia.[31]
- Figlio: Vladislav Aksenov (n. 1976), storico, ricercatore senior presso l'Istituto di Storia Russa dell'Accademia Russa delle Scienze.[32]
- Fratello: Artur Aksenov (n. 1956), pianista e pedagogo.[33]

## Premi
- Lavoratore esemplare della cultura della RSSM (1984).
- Artista onorato della Moldavia (1991).
- Vincitore di premi in festival teatrali internazionali, sovietici e moldavi.[34]